# Hydractinia monocarpa
Hydractinia monocarpa is een hydroïdpoliep uit de familie Hydractiniidae. De poliep komt uit het geslacht Hydractinia. Hydractinia monocarpa werd in 1876 voor het eerst wetenschappelijk beschreven door Allman. 